# Göteborgs Gosskör
Göteborgs Gosskör är en gosskör i Göteborg som grundades 1962 av Birgtta Persson och hette då Göteborgs Domkyrkas Gosskör. Under Birgitta Perssons ledning rönte kören stora framgångar och ansågs länge vara en av Europas bästa gosskörer.  I dag är kören skild från Domkyrkan och fungerar som en körsångsskola med cirka 65 pojkar i åldern 7-25 år. Stor vikt läggs vid musikalisk skolning i teori och sångteknik. Efter provsjungningar antas cirka 15-20 pojkar varje år till provgosskorister och fortsätter sedan vidare till aspirantkören för att därefter börja i antingen kammarkören eller konsertkören som gosskorist. När målbrottet inträder så tränar man sin röst speciellt i målbrottskören för att sedan bli countertenor, tenor eller bas i konsertkören. Speciell vikt läggs i kören på att utveckla målbrottsröster varsamt och med individuell röstträning.
Konsertkören består av cirka 40 pojkar och ger ett flertal större konserter per termin och turnerar både inom landet och utomlands. Höjdpunkter under sångaråret som blivit traditioner inom Göteborgs musikliv, är julkonserten "I Juletid", då hela kören medverkar, samt Gosskören sjunger in julen, på julaftons morgon. Körens repertoar är både sakral och profan och man samarbetar med bland annat Göteborgsoperan i föreställningar som Carmen, Tosca och Tannhäuser, och Göteborgs Konserthus.
Gosskören har uppträtt med ett flertal kända artister, och har en bred repertoar, alltifrån Bachs Johannespassion, spansk renässansmusik och Mozarts Requiem, till Evert Taube, Povel Ramel och Andrew Lloyd-Webber. Den engelska katedralmusiken har en speciell plats i Gosskörens repertoar, och konsertserien Cathedral Windows framförs regelbundet i Sverige och utomlands.
Gosskören har spelat in fyra skivor i samarbete med Naxos och med Fredrik Sixten som dirigent samt medverkat i TV och radio vid ett flertal tillfällen.
Körens första konstnärliga ledare och dirigenter var Simon Phipps och Birgitta Persson, som följdes 1998 av  Fredrik Sixten, dåvarande domkyrkoorganist i Härnösands domkyrka. Gosskörens ledare från 2001 till 2015 var Maria Forsström som inte bara har befäst körens position i Göteborgs musikliv, utan även gjort Göteborgs Gosskör till en av de främsta inom genren, i Sverige såväl som i Europa, något som uppmärksammades år 2002 då Gosskören blev utnämnd till titularkör inom den Europeiska Unionen.

## Dirigenter
- 1962-1995  Birgitta Persson
- 1996-1997 Simon Phipps
- 1998-2001 Fredrik Sixten
- 2001-2015 Maria Forsström
- 2015 Inese P Johansson

## Diskografi
- 1975 - Gån ut i hela världen (under namnet Göteborgs Domkyrkas Gosskör)
- 1997 - Det strålar en stjärna
- 1998 - Med lust och fägring stor
- 1999 - I juletid
- 2000 - Bred dina vida vingar
- 2005 - Gloria